# 法兰西第一共和国
法兰西第一共和国（法語：République française）是法国历史学家对1792年9月到1804年5月间多个共和政体习惯上的统称。在法国大革命期间，法国经历了短暂的君主立宪时期（1791年9月4日—1792年9月21日）。1792年8月10日，“无套裤汉”占领杜伊勒里宫，法国君主制最终结束，随后开启了法兰西第一共和国时期。它的领土包括现今法国领土的全部以及神圣罗马帝国位于莱茵河西岸的各省。神圣罗马帝国在莱茵河西岸的各省后来成为今天德国的一部分，以及比利时和卢森堡两个国家。
1792年9月21日，国民公会的议员们第一次集会，一致决定废除法国的君主立宪制。
尽管共和国从未被正式地宣布成立，1792年9月22日，国民公会做出决定，1792年为共和国的元年。1792年9月25日，国民公会宣布，共和国是“统一且不可分裂的”。从1792年到1802年，法国同欧洲的其他国家进行了一系列的战争——法国大革命战争。同时，它还经历着内战——旺代战争。
法兰西第一共和国先后经历了三个不同的政治体制：
- 国民公会（1792年9月21日—1795年10月26日）：国民公会时期经历了一段雅各宾专政（1793年—1794年），在这一阶段，权力掌握在山岳派所控制的救国委员会手中（1793年4月6日—1794年7月27日）。从1793年10月5日起，共和国正式使用共和历。共和元年获月6日（1793年6月24日），国民公会颁布了《共和元年宪法》（即《1793年宪法》）。《1793年宪法》取代了《1791年宪法》，然而，《1793年宪法》却从未被实施。共和二年热月9日（1794年7月26日），罗伯斯庇尔倒台，雅各宾专政结束。
- 督政府（1795年10月26日—1799年11月9日）：督政府是依据《共和三年宪法》（即《1795年宪法》）建立的。
- 执政府（1799年11月10日—1804年5月18日）：执政府始于雾月政变，并且由《共和八年宪法》（即《1799年宪法》）加以合法化，但它最终被法兰西第一帝国所取代，因为《共和十二年宪法》（即《1804年宪法》）明确将法兰西第一共和国政府交付给一位世袭的皇帝。法语中的“共和国”一词，原本有拉丁语中国家组织的含义，让·博丹把它应用到了君主政体上，1808年被彻底废弃。当人们再次使用这个词时，它只表示一个民选的民主体制。

## 君主立憲制法兰西王国 (1791–1792)的终结
神圣罗马帝国皇帝利奥波德二世此时正忙于同奥斯曼帝国的战争以及瓜分波兰，对法国内部的麻烦无暇关心。在这种情况下，1792年4月20日，实际握有权力的国民立法议会的全体议员们，可以说是“愉悦地”投票通过，单方面地对神圣罗马帝国宣战。当时法国的内政麻烦不断，社会动荡，这一宣战的目的在于转移国内公众的注意力。
法国想迅速取得一场胜利，所以几乎是刚一宣战，法国马上就入侵了神圣罗马帝国。法国打算占领蒙斯，不过4月29、30日在基耶夫兰（Quiévrain），4月29日在马尔坎（Marquain）的战斗皆未获胜，进攻图尔奈再次失败而且还要面对对方的反攻。
1792年7月，普奥联军将军布伦瑞克公爵发表布伦瑞克宣言。该宣言威胁说，如果路易十六或者王后受到伤害，普奥联军将毁掉巴黎。然而该宣言导致了与预期相反的结果。事实上，外国对法国的威胁只会加剧法国大革命引发的政治动荡，只会增加法国大革命中各政治派别对反对革命的欧洲各国的不满。
就在不久前，1791年7月，发生了南锡屠杀和战神广场屠杀，巴黎市民相信这是由拉法叶侯爵所操纵的。终于，1792年8月10日，发生暴动。这一天，一群巴黎市民占领杜伊勒里宫，杀死了大约600名瑞士卫兵，并且呼吁结束君主制。王室成员逃到杜乐丽花园，随后国民立法议会也逃到这里避难。由于害怕反对革命的势力反扑，于是，更加暴力的行为发生了。在1792年9月的第一个星期里，成群的巴黎市民冲进各大监狱，屠杀了超过一半的囚犯。被杀的不仅有贵族、神职人员、政治犯，还有妓女、小偷、杀人犯这些普通的犯人。这场悲剧被称为“九月屠杀”。

## 国民公会时期
面对暴力事件的爆发，君主立宪制政治的不稳定，六名国民立法议会成员负责监督随后的选举（1792年9月2日到6日）。基于废除君主制和起草新宪法的理念，产成了国民公会。宣布共和国的成立和收回国王的权力将是国民公会首先要做的事。路易十六成为一名普通的公民，并且获得了一个普通的名字——路易·卡佩。1792年12月，路易十六，即路易·卡佩，正是以这个名字受到了指控，罪名是“重叛逆罪”。1793年1月16日，路易十六被认定有罪。1月21日，路易十六死于断头台。
1792年冬天到1793年春天，巴黎遭受了严重的饥荒。然而，新的国民公会并没有做多少工作应对饥荒，它比较关心的是正在进行的战争。最终，1793年4月6日，国民公会成立了救国委员会，并且交付给它一项艰巨的任务：
“应对‘忿激派’的激进运动、食品短缺和骚乱、旺代和布列塔尼的叛乱、法兰西革命军近期的失利、以及法兰西革命军总指挥官的叛逃。”
公共安全委员会制定了一项实质上恐怖的政策，无论什么人，一旦被认定是共和国的敌人，都要被送上断头台。
对于国民公会这个管理国家的机构，尽管对它不满的声音越来越多，然而在八月初，民众仍然投票通过了它起草的《共和元年宪法》（即《1793年宪法》）。这部宪法颁布了普选制，此时，普选制在美国也刚刚出现。这部宪法是极其重要的，因为资产阶级一直都在努力维护的纳税选举制在此遭遇挫折。同时，它要求国家公权力救助那些需要帮助的人。然而，公共安全委员会的权力及其重要性在不断增加，人权宣言及新宪法所保障的权利被中止。公共安全委员会对新生共和国的敌人——真正的敌人和所谓的敌人——进行了数千次的处决，以至于人们都把断头台叫做“国家剃刀”。公共安全委员会的政策和法律将法国大革命带到了一个前所未有的高度。共和历被推行，巴黎市内以及周围的教堂都被关闭，为的是抛弃基督教信仰，法国王后玛丽·安托瓦内特被审判、处决，嫌疑犯法令被设立，······。数个革命团体的成员们都遭到处决，尤以埃贝尔派和丹东派的成员为甚。

## 督政府时期
随着罗伯斯庇尔的倒台，雅各賓俱樂部解散，吉伦特派的幸存者再次掌权。由于热月党人拒绝施行《共和元年宪法》（《1793年宪法》），于是，12名成员组成的委员会起草了新的宪法。1795年8月22日（共和三年果月5日），国民公会通过了《共和三年宪法》（《1795年宪法》）。这部新宪法恢复了宗教自由，允许释放大量囚犯，更重要的是，它为新的立法机关的建立预备好了选举期。对热月党人来说，这是一场胜利，因为纳税选举制得以恢复，于是，就像1791年那样，人们再次被分为积极公民（有选举权）和消极公民（无选举权）。此时，布瓦西·丹格拉斯可以去赞美那些有产者们的成就了，法国大革命在这一时期彻底显示出了资产阶级革命的特征。于是，格拉克斯·巴貝夫所領導的“追求平等的密谋”在1797年遭到残酷的镇压。
1795年11月3日，督政府得以建立。权力由三个机构分享：由250人组成的“元老院”作为上议院；“五百人院”作为下议院；5名督政官组成的督政府。督政官对两院没有任何权力影响。每一年，议会要改选一位督政官。五百人院负责提出议案，然后由元老院负责通过。上下两院被视作是对行政权力过大的一种制约，这样，通过对权力的严格分割，可以预防出现一个新的独裁者。
虽然拿破仑·波拿巴在意大利取得了军事上的胜利，但是这一政体仍然凸显出了不稳定、腐败和严重的金融问题。五个督政官经常无法取得一致的意见，很难做出一个决定，而议会则成为反对党们施展暴力的场所。1797年9月4日、1799年6月18日先后发生了果月政变和牧月政变。督政府持续了4年，最终结束于共和八年的雾月政变（1799年11月9日）。

## 执政府时期
执政府时期开始于雾月政变。1799年11月9日，也就是共和八年雾月18日，在部分督政府成员的支持下，拿破仑·波拿巴发动了军事政变。雾月政变之后，拿破仑·波拿巴、西哀士神父和罗歇·迪科三位临时执政官成为实际上的领导人；不久，共和八年雪月11日（1800年1月1日），正式设立执政官这一职位，产生了新的执政官：拿破仑·波拿巴、让-雅克·雷吉斯·德·冈巴塞雷斯和让-弗朗索瓦·勒布伦。鉴于督政府的不稳定，执政府的首要任务就是加强行政权。共和八年雪月4日（1799年12月26日），颁布实施了新的宪法。这部新宪法加强了以三位执政官为代表的政府的实权，三位执政官是法国政要们的代表；然而，普选制并没有被正式废除。人权，公民权，以及捍卫自由的权利没有出现在新宪法中，这似乎是为拿破仑·波拿巴量身打造的一部宪法。
拿破仑·波拿巴作为首席执政官，成为最高的统治者。他有权任命政府各部门的长官，而且还有一部分立法创议权。同时，首席执政官在外交和军事上也被授予了极大的权力。不过，因为总是有三位执政官，新宪法并没有彻底废除集体负责制，但另外两位执政官的权力也仅仅是协商。
伴随着首席执政官如此大的行政权，四个议事机构被设立：
- 最高行政法院（Conseil d'État）：最高行政法院的成员由首席执政官任命，负责起草法律草案，并协助国家元首裁决行政诉讼。它的作用在《共和八年宪法》（《1799年宪法》）中有所规定：

“在执政官的领导下，最高行政法院负责起草法律和行政法规的草案，解决行政事务中出现的困难。”
——《共和八年宪法》，第52条
- 法案评议委员会（Tribunat）：法案评议委员会正式成立于共和八年雪月11日（1800年1月1日），由100名（《共和十年宪法》后改为50名）议员组成，议员由参议院任命，每5年更换五分之一。法案评议委员会接管了五百人院的部分职能：它的作用仅限于在立法团通过法案之前对法案进行评议。

- 立法团（Corps législatif）：立法团和法案评议委员会同时成立。它取代了元老院。立法团由300名议员组成，同法案评议委员会一样，其议员由参议院任命，每5年更换五分之一。他的职责是在不讨论法案的条件下对法案进行投票。

- 参议院（Sénat conservateur）：参议院的首要职责是维护宪法，选举立法团和法案评议委员会的成员，选举翻案法院法官，选举会计专员。参议院由60名终身议员组成，年龄最少需要40岁，由拿破仑·波拿巴指定，同时，参议院自行推选20名参议员。逐渐地，参议院的权力将越来越大，因为不久后的《共和十年宪法》（《1804年宪法》）授予了它起草“参议院法令”的权力。

拿破仑·波拿巴打算尽力使执政府持久。他在第一时间内使共和国恢复了和平。通过谈判或是军事手段，他结束了法国西部的暴动。他允许自法国大革命以来被驱逐的神职人员返回法国领土。更重要的是，他结束了同欧洲其他国家的战争，尤其是同奥地利的战争。
执政府时期也是法国作为一个国家的巩固期。从1802年起，法国实现了预算平衡。1800年成立了法兰西银行，同时，新宪法也为成立审计法院做好了准备。《共和八年雨月28日法》（Loi du 28 pluviôse an VIII）更加详细地划分了法国的行政区域，并且设立了省长这一行政职务。至于司法，则变得越来越专制，尽管执政府并不否认法律面前人人平等。最后需要指出的是，执政府标志着宗教权力的回归，对于一个仍处在革命中的法国，曾经是激烈地抗拒神职人员对公共生活的介入。面对旧制度下的社会等级制度的坍塌，拿破仑·波拿巴希望重建一种更加坚固社会纽带。于是，在与教宗庇護七世谈判之后，拿破仑·波拿巴颁布了《1801年教务专约》，它允许罗马天主教会自1802年起在法兰西共和国内重新出现。
反对拿破仑·波拿巴和执政府的声音很快就被压制了。雅各宾党人和保皇党人的运动被控制住，新闻自由被限制，1800年1月拿破仑·波拿巴关闭了60多家报纸。
虽然《共和八年宪法》（《1799年宪法》）授予拿破仑·波拿巴的权力期限为10年，但是，通过1802年的全民表决，拿破仑·波拿巴对法案评议委员会、参议院和人民施加影响，最终参议院法令授予了他终身执政官的地位。此外，《共和十年宪法》（《1804年宪法》）将法案评议委员会的人数从100人减少为50人，同时增加了参议院的立法权。
执政府结束于1804年，这一年，法兰西第一帝国宣布成立。

### 引用
1. ↑  A.-J. Tudesq et J. Rudel, 1789-1848, Paris : Bordas, 1968, p. 82 : « Toutefois, l'empereur Léopold II était plus préoccupé par la question d'Orient et par les partages de la Pologne que par le souci de porter secours à sa sœur et à Louis XVI ».